# Republička liga Bosne i Hercegovine
La Republička nogometna liga Bosne i Hercegovine (in lingua italiana: lega calcistica repubblicana della Bosnia ed Erzegovina) è stata una competizione per squadre di calcio della Repubblica Socialista di Bosnia ed Erzegovina, ed era una delle 8 leghe repubblicane che costituivano la terza divisione del campionato jugoslavo.
La vincitrice della Republička liga BiH veniva promossa in seconda divisione, la 2. Savezna liga, mentre le ultime classificate retrocedevano nelle Zonske lige (quarta divisione, per esempio nel 1974 era composta da 4 gironi: Krajiška (Banjalučka) zona, Severnoistočna zona, Sarajevsko – Zenička zona e Hercegovačka zona).
Le Republičke lige (un girone unico per ogni repubblica della Jugoslavia) sono state sospese fra il 1955 ed il 1973: in quei 18 anni la terza divisione era composta dai campionati di zona (le Zonske lige).
Con la costituzione della 3. Savezna liga a livello inter-repubblicano nel 1988, vi è stata la soppressione delle Republičke lige, mentre le Zonske lige sono rimaste il quarto livello del campionato jugoslavo.

## Albo d'oro
Nella prima stagione (1946) le Republičke lige costituivano il primo livello del calcio jugoslavo e fungevano da qualificazione per la Prva Liga 1946-1947.
Nel 1946-47, 1952 e 1952-53 costituivano il secondo livello; nel 1950 il quarto.
Il Sarajevo nel 1946 non esisteva, nel 1947 (pur arrivando secondo dietro al Velež) è stato promosso col nome "Torpedo".
| Stagione  | Vincitore                                   | Squadre della BiH nei campionati federali: (I) 1. liga – (II) 2. liga – (III) 3. liga                                               |
| --------- | ------------------------------------------- | --- |
| 1946      | Željezničar                                 | |
| 1946–47   | Sarajevo                                    | Željezničar (I) |
| 1947–48   | Velež Mostar                                | Sarajevo (I), Željezničar (II) |
| 1948–49   | Željezničar                                 | Sarajevo (II) |
| 1950      | Bosna Sarajevo                              | Sarajevo (I), Željezničar (II), Velež, Borac (III)                                                                                  |
| 1951      | Borac Banja Luka                            | Sarajevo (I), Velež, Željezničar (II)                                                                                               |
| 1952      | Velež Mostar                                | Sarajevo (I) |
| 1952–53   | Borac Banja Luka                            | Sarajevo, Velež (I) |
| 1953–54   | Zenica                                      | Sarajevo (I), Željezničar, Velež, Borac (II)                                                                                        |
| 1954–55   | Sloboda Tuzla                               | Sarajevo, Željezničar (I), Velež, Zenica (II)                                                                                       |
| 1955–1973 | non disputata, sostituita dalle Zonske lige | non disputata, sostituita dalle Zonske lige                                                                                         |
| 1973–74   | Jedinstvo Bihać                             | Velež, Čelik, Željezničar, Sloboda, Sarajevo, Borac (I), Kozara, Iskra, Igman, Famos, Leotar (II)                                   |
| 1974–75   | Jedinstvo Brčko                             | Velež, Sloboda, Željezničar, Čelik, Sarajevo (I), Borac, Leotar, Iskra, Famos, Igman, Jedinstvo Bihać, Kozara (II)                  |
| 1975–76   | Rudar Ljubija                               | Sloboda, Sarajevo, Velež, Borac, Željezničar, Čelik (I), Leotar, Jedinstvo Bihać, Famos, Jedinstvo Brčko, Iskra, Igman (II)         |
| 1976–77   | Radnik Bijeljina                            | Sloboda, Borac, Velež, Čelik, Sarajevo, Željezničar (I), Jedinstvo Bihać, Leotar, Famos, Jedinstvo Brčko, Iskra, Rudar (II)         |
| 1977–78   | Bosna Visoko                                | Sloboda, Velež, Sarajevo, Borac, Čelik (I), Željezničar, Iskra, Rudar, Famos, Leotar, Radnik, Jedinstvo Bihać, Jedinstvo Brčko (II) |
| 1978–79   | Jedinstvo Bihać                             | Sarajevo, Velež, Sloboda, Željezničar, Borac (I), Čelik, Bosna, Iskra, Famos, Leotar, Radnik, Rudar (II)                            |
| 1979–80   | Jedinstvo Brčko                             | Sarajevo, Sloboda, Velež, Željezničar, Borac, Čelik (I), Iskra, Leotar, Jedinstvo Bihać, Bosna, Famos (II)                          |
| 1980–81   | Kozara                                      | Sloboda, Velež, Sarajevo, Željezničar, Borac (I), Iskra, Čelik, Jedinstvo Brčko, Leotar, Jedinstvo Bihać, Bosna (II)                |
| 1981–82   | Radnik Bijeljina                            | Sarajevo, Željezničar, Velež, Sloboda (I), Čelik, Iskra, Borac, Leotar, Jedinstvo Bihać, Kozara, Jedinstvo Brčko (II)               |
| 1982–83   | Sloga Doboj                                 | Sloboda, Željezničar, Sarajevo, Velež (I), Čelik, Iskra, Jedinstvo Brčko, leotar, Borac, Jedinstvo Bihać, Radnik, Kozara (II)       |
| 1983–84   | Rudar Ljubija                               | Željezničar, Sarajevo, Velež, Sloboda, Čelik (I), Iskra, Leotar, Jedinstvo Brčko, Jedinstvo Bihać, Borac, Radnik, Sloga (II)        |
| 1984–85   | Famos Hrasnica                              | Sarajevo, Željezničar, Velež, Sloboda, Iskra (I), Čelik, Jedinstvo Brčko, Jedinstvo Bihać, Borac, Leotar, Rudar, Radnik (II)        |
| 1985–86   | Sloga Doboj                                 | Velež, Željezničar, Sloboda, Sarajevo, Čelik (I), Iskra, Leotar, Jedinstvo Brčko, Rudar, Borac, Famos, Jedinstvo Bihać (II)         |
| 1986–87   | Borac Travnik                               | Velež, Željezničar, Čelik, Sarajevo, Sloboda (I), Leotar, Borac, Jedinstvo Brčko, Iskra, Rudar, Famos, Sloga (II)                   |
| 1987–88   | Radnik Bijeljina                            | Velež, Sloboda, Željezničar, Sarajevo, Čelik (I), Leotar, Borac, Iskra, Rudar, Famos, Jedinstvo Brčko, Borac Travnik (II)           |